# Paul von Hügel
El conde Paul von Hügel (Eschenau, 13 de abril de 1835-Castillo de Reinthal, Graz, 13 de abril de 1897) fue un noble y militar alemán, conocido por sus relaciones con la realeza europea de su época por su matrimonio con Amalia de Hohenstein, hija de Alejandro de Wurttemberg.

## Biografía

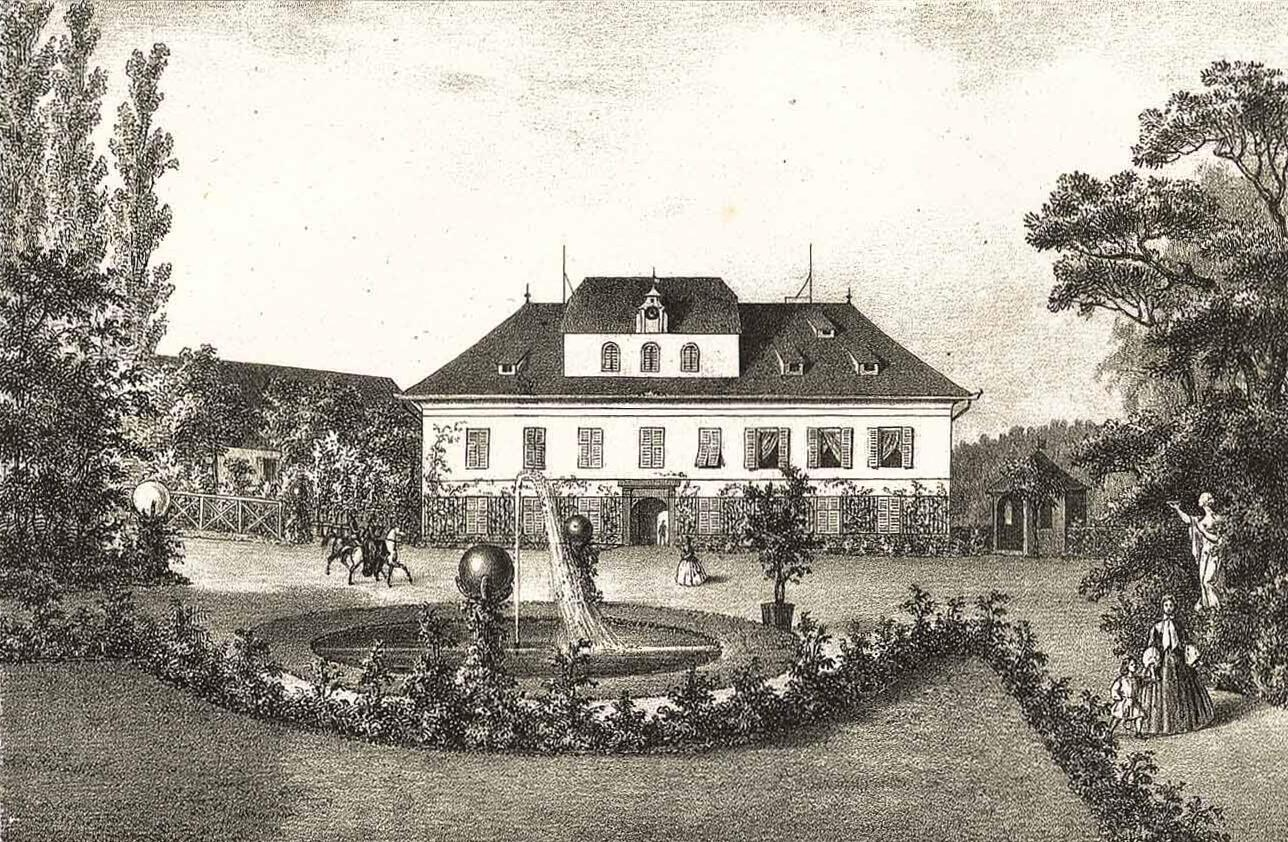
Vista del castillo de Reinthal hacia 1870, en que era propiedad de Paul von Hügel

Fue hijo del barón Albert von Hügel (1803-1865), capitán de caballería en el reino de Wurttemberg y la baronesa Marie von Uexküll-Gyllenband (1811-1862). Su padre era además chambelán (kammerherr) del rey de Wurttemberg. Por su familia paterna descendía de una familia noble con el título de barones al servicio del ducado de Wurttemberg. Como su padre y sus hermanos, siguió la carrera militar.
El 24 de enero de 1863 contrajo matrimonio con la condesa Amalia de Hohenstein. Amalia era la primogénita de los hijos del matrimonio morganático formado por el duque Alejandro de Wurttemberg y la condesa Claudia de Hohenstein (nacida condesa Rhédey de Kis-Rhéde). Con posterioridad a su matrimonio, en 1871, su esposa sería elevada al rango de princesa de Teck por su primo Carlos I de Wurttemberg.
El matrimonio se instalaría en las cercanías de la ciudad austríaca de Graz, en Estiria, en el castillo de Reinthal, comprado por Paul al conde de Castiglione. La hermana soltera de Amalia, Claudia, se instaló en una casa de estilo suizo (Schweizerhaus) cercana al castillo donde viviría hasta su muerte en 1894. El otro hermano de su esposa, Francisco, príncipe (y después duque) de Teck, estaba casado con la princesa británica María Adelaida de Cambridge, padres de María de Teck futura reina consorte del Reino Unido. Sus cuñados los duques de Teck no apreciaban especialmente a Paul.
En el invierno de 1869-1870 realizó un crucero por el Nilo junto con su esposa.
Tras la muerte de su mujer a consecuencia de un cáncer el 20 de julio de 1893, su salud empeoró enormemente. 
Murió como consecuencia de un suicidio.

## Matrimonio y descendencia
De su matrimonio con la condesa Amalia de Hohenstein tuvo un único hijo: 
- Paul Julius von Hügel (1872-1912). Este contraería matrimonio con Anna Homolastch, con descendencia:[7][8]
  - Fernando von Hügel (1901-1939),
  - Huberta von Hügel (1897-1912).[9]

## Títulos, órdenes y empleos

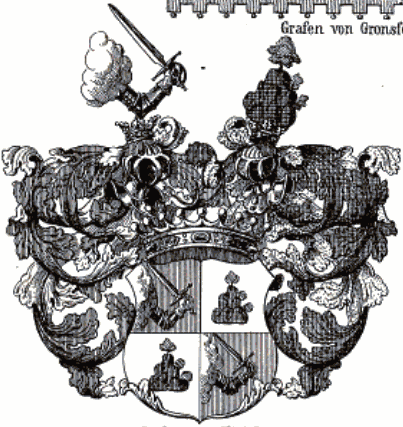
Escudo de armas del conde Paul von Hügel

### Títulos
- Conde (Reino de Wurttemberg, 20 de junio de 1879)
- Barón (Reino de Wurttemberg)[Nota 2]

### Órdenes
- Caballero gran cruz de la orden de Federico (1885, Reino de Wurttemberg)[10]
- Condecorado con la cruz de segunda clase de la Orden de la Casa del Principado de Lippe. (Principado de Lippe)

### Empleos
- Chambelán del Emperador de Austria. (1877)[11]
- Capitán del Ejército imperial y real.[10]

### Individuales
1. ↑  Schierl Ritter von Moorburg, Carl (1869). Schematismus der pensionirten und mit Beibehalt des Charakters quitturten Generale und Stabs- und Oberoffiziere der k.k. österreichischen Armee (en alemán). Jasper. p. 150. Consultado el 21 de agosto de 2020.
2. ↑  «Wien». Fremden-Blatt. 25 de octubre de 1863. p. 3.
3. ↑  «König Karl von Württemberg erhebt Amalie Josephine Henriette Agnes Susanne Gräfin von Hohenstein zur Fürstin von Teck mit eigenh. Unterschr. des Königs, des Außenministers und Kabinettschefs, S. in Messingkapsel mit durchgezogener violettschwarzer Kordel (Deckel fehlt)» [El rey Carlos I de Wurttemberg eleva a la condesa Amalie Josephine Henriette Agnes Susanne de Hohenstein a princesa de Teck con la propia firma del rey, la del ministro de Relaciones Exteriores y la de su jefe de gabinete. Sello en cápsula de latón con cordón violeta-negro dibujado (falta la tapa)]. Landesarchiv Baden-Württemberg, Abt. 7. Hauptstaatsarchiv Stuttgart (en alemán). 16 de septiembre de 1871.
4. ↑  «Angelkommene in Graz». Grätzer Zeitung. 23 de enero de 1861. p. 19.
5. ↑  Reichert, Karl (1865). Einst und Jetzt: Album, Steiermarks sämmtliche interessante Schlösser, Burgruinen, Städte, Märkte, Kirchen und Klöster enthaltend; ein vaterländisches Bilderwerk (en alemán) 3. Selbstverlag. p. 54. Consultado el 18 de julio de 2022.
6. 1 2 3  Pope-Hennessy, James (1959). «Book I. Princess May. 4. Rumpenheim, Neustrelitz and Reinthal. VI.». Queen Mary (en inglés). p. 105. (requiere registro).
7. ↑  «Paul von Hügel». roglo.eu. Consultado el 21 de agosto de 2020.
8. ↑  Raineval, Melville Henry Massue marquis de Ruvigny et; Raineval, Melville Henry Massue Marquis of Ruvigny and (1914). The Titled Nobility of Europe: An International Peerage, Or "Who's Who," of the Sovereigns, Princes, and Nobles of Europe (en inglés). Burke's Peerage. ISBN 978-0-85011-028-9. Consultado el 21 de agosto de 2020.
9. ↑  Werner, Hans Peter; Alt, Wolfgang (24 de julio de 2020). Ahnen und Enkel: Das Buch der Nachkommen und Verwandten von D.Martin Luther und Katharina von Bora (Band 3) (en alemán). BoD – Books on Demand. p. H-17. ISBN 978-3-7519-5528-7. Consultado el 21 de agosto de 2020.
10. 1 2  Wurttemberg, Reino de (1894). «Staatshandbuch für Württemberg. 1894». Staatshandbuch für Württemberg (en alemán) (Druck von W. Kohlhammer): 95. Consultado el 18 de julio de 2022.
11. ↑  «Hof- und Staatshandbuch der Österreichisch-Ungarischen Monarchie». Hof- und Staats-Handbuch der Österreichisch-Ungarischen Monarchie (en alemán): 193. 1896.